# Katey Sagal
Katey Sagal (Hollywood, 19. siječnja 1954.), američka glumica, pjevačica i spisateljica, nominirana za Zlatni globus.
Rodila se kao Catherine Louise Sagal u Hollywoodu, Kalifornija. Potječe iz obitelji koja se bavila šoubiznisom. Otac Boris bio je redatelj i ruski Židov koji je imigrirao u SAD. Majka Sara bila je producentica. Ima brata glumca i dvije mlađe sestre blizanke koje se također bave glumom. Studirala je na prestižnom Kalifornijskom institutu za umjetnost.
U razdoblju od 1971. do 1975. godine pojavila se u nekoliko filmova, čak u sporednoj ulozi jednog o TV filmova ciklusa "Columbo" (taj film režirao je njen otac).
Godine 1985. vratila se televizijskim filmovima, a onda je 1987. dobila ulogu Peggy Wanker Bundy. Njen lik neukusno se odijevao, nije bio nekako posebno obrazovan, i stalno se žalila da je muž ne voli jer nije imala seksualni život. Njena crvena kosa u seriji bila je zapravo perika.
Nakon kraja serije posvetila se drugim projektima, koji su imali različiti uspjeh. Udavala se tri puta i ima troje djece. Jedno dijete rodila je mrtvo.
Dosad je objavila dva glazbena albuma.

## Vanjske poveznice
- Katey Sagal's web site
- The official Katey Sagal MySpace page  Arhivirana inačica izvorne stranice od 7. srpnja 2008. (Wayback Machine)
- The Katey Sagal Source
- Katey Sagal u internetskoj bazi filmova IMDb-u (engl.)
- Katey Sagal cast bio on The WB
- Rules and recognition of Katey Sagal  Arhivirana inačica izvorne stranice od 30. rujna 2007. (Wayback Machine)